# Oscar Mayer
Oscar Mayer es una empresa charcutera estadounidense, perteneciente al grupo Kraft Foods. Sus productos principales son las salchichas para perritos calientes, el jamón york y la panceta.

## Historia
El inmigrante alemán Oscar F. Mayer (Kösingen, Württemberg, Alemania, 29 de marzo de 1859 - 11 de marzo de 1955) comenzó a trabajar en un mercado de carnes de Detroit (Míchigan) y más tarde en Chicago (Illinois). 
En 1883 alquiló el Kolling Meat Market con su hermano, Gottfried Mayer. Los dos hermanos hicieron especialidades comerciales alemanas, por lo cual adquirieron cierta fama en el distrito alemán de Chicago donde se encuentra el mercado. A medida que ganaban clientes, abrieron más tiendas y patrocinaron diversos eventos locales, entre ellos la Exposición Mundial Colombina de Chicago en 1893. 
En 1900 en Chicago, Oscar Mayer y su hermano Gottfried, abrieron el Mercado de Carne Kolling. Vendían especialidades de la charcutería alemana como el bratwurst, leberwurst y weißwurst y se hicieron populares en la vecindad, integrada predominantemente por inmigrantes alemanes. Este mismo año la compañía ya tenía 43 empleados y un servicio a domicilio que abarcaba todo Chicago. 
En 1904, Oscar Mayer comenzó a comercializar sus productos con marcas propias. En 1906, la compañía Oscar Mayer fue una de las primeras empresas que voluntariamente envió sus productos al Servicio de Inspección de seguridad en los alimentos, perteneciente al Departamento de Agricultura de los Estados Unidos, de reciente creación, para comprobar su pureza.[cita requerida]
Oscar Mayer también ganó en popularidad gracias a su servicio Wienermobile, que circuló en los Estados Unidos durante más de 70 años. El primer Wienermobile se creó en 1936, y desde entonces se construyeron seis unidades. Posteriormente, en lugar de establecer empresas filiales en el extranjero la empresa concedió licencias en diversos países para usar su marca registrada, a condición de fabricar sus especialidades de charcutería.
Oscar Gustave Mayer, nieto del fundador y tercer Oscar Mayer en hacerse cargo de la compañía, estuvo al frente de la compañía hasta 1977.

### Propiedad de Kraft
Durante casi un siglo, Oscar Mayer siguió siendo una empresa independiente propiedad principalmente de los descendientes de los hermanos Mayer que la fundaron. En 1981, los accionistas de Oscar Mayer eligieron vender la empresa a General Foods. Cuatro años más tarde, Philip Morris adquirió General Foods y en 1989, fusionó General Foods con la recién adquirida Kraft Foods, transformándola en Kraft General Foods. Las acciones de Kraft Foods se ofrecieron al público por primera vez a través de una oferta pública inicial en 2001. Altria Group (anteriormente Philip Morris) escindió las acciones restantes de Kraft Foods a los accionistas de Altria en 2007.
El 4 de noviembre de 2015, el propietario Kraft Heinz anunció que trasladaría la sede de Oscar Mayer y el negocio de carnes estadounidenses de la empresa de Madison a Chicago. La compañía también anunció planes para consolidar sus instalaciones de producción durante los dos años siguientes, lo que resultó en el cierre de siete plantas de fabricación en América del Norte: Fullerton, California, San Leandro, California, Federalsburg, Maryland, St. Marys, Ontario , Campbell, Nueva York, Lehigh Valley, Pensilvania y Madison.
En agosto de 2017, Bloomberg Businessweek informó que la compañía planeaba gastar $10 millones de dólares para reinventar el hot dog para un consumidor más consciente de la salud. Según la investigación de la empresa, esta nueva estrategia podría aumentar las ventas de sus perros calientes en un 6%.

### Queja por Email
En 2007, la compañía sufrió un ataque a su reputación mediante un correo electrónico masivo en el que se afirmaba que Oscar G. Mayer no apoyó al Ejército de los Estados Unidos El 6 de julio de 2009 Mayer murió a la edad de 95 años en Hospice Care en Fitchburg, Wisconsin (Estados Unidos).
En Kösingen, en el estado de Baden-Württemberg, actualmente existe una plaza, "Oscar-Mayer-Platz" en su honor.
En España el Grupo de Alimentación Campofrío elabora los productos de la marca Oscar Mayer, en especial las salchichas y beicon.